# 조르주 베르나노스

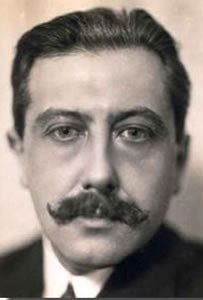

조르주 베르나노스(Georges Bernanos, 1888년 2월 20일 ~ 1948년 7월 5일, 프랑스 파리 출생)는 프랑스의 소설가이다.

## 개요
1926년의 《사탄의 태양 아래》(Sous le soleil de satan), 1927년의 《사기》(Imposture), 1929년의 《환희》(La Joie) 등의 작품을 통해 활동을 하였으며, 1948년에 세상을 떠났다.

## 전기

### 유년기 및 청소년기
조르주 베르나노스는 1888년 파리에서 태어났다. 서북부 파드칼레 지방의 프레생에서 어린 시절을 보내게 되는데, 이 한적한 시골 마을에서의 유년기 생활은 이후 그의 작품의 주된 배경을 이루게 된다. 예수회에서 운영하는 학교에서 초등교육과 중등교육을 받았으며, 이 시기에 즐겨 읽었던 발자크, 위고 등의 작품은 그의 문학에 큰 영향을 미치게 된다.

### 청년기
파리대학교와 가톨릭 대학교에서 교육을 받고 문학과 법학 학사 학위를 취득한 후, 왕당파 단체인 악시옹프랑세즈(Action Française)에서 활동하다가 투옥되기도 한다. 그리고 왕당파 기관지 주필로 활동하기도 하며, 1차 세계대전이 발발하자 군에 입대하여 부상을 입기도 한다.

### 중년기
전쟁이 끝난 후 본격적으로 창작활동을 시작하여 1922년에 《다르장 부인》(Madame Dargent)을 발표한다. 이후 악시옹프랑세즈를 떠나 독자적인 길을 찾으며, 1926년 《사탄의 태양 아래》(Sous le soleil de satan)를 출간하며 본격적으로 작가의 명성을 얻는다. 계속해서 1927년에 《사기》(Imposture), 1929년에 《환희》(La Joie)를 발표한다.

### 노년기
경제적 사정 등 여러 가지 여건으로 스페인령 발레아레스 군도의 마조르카 섬으로 이사하고 그곳에서도 많은 작품을 낸다. 1937년에는《달빛 어린 공동묘지》(Les Grand cimetières sous la lune)를 발표함으로써 정치평론의 길에 들어서며, 그해 다시 프랑스로 돌아오지만 파시즘에 환멸을 느껴 다시 남미의 파라구아이로 떠난다. 그리고 얼마 후 브라질의 리우데 자네이로로 옮겨가 마지막 소설인 «윈느씨»(Monsieur Ouine)를 탈고한다. 제 2차 세계대전이 발발한 후에는 레지스탕스를 지지하는 사람으로 활발한 정치 평론 활동을 하고, 1945년에 다시 파리로 돌아온다. 그는 《카르멜 수녀들의 대화》(Dialogue des Carmélites)를 남기고 1948년 세상을 떠난다.

## 작품 경향
20세기 프랑스 기독교 문학을 대표하는 작가로, 인간의 고뇌와 이것을 극복할 수 있는 출구를 제시하기 위해 인간적 차원을 넘어 신비로운 영적 차원에서의 글을 그려냈다.

## 주요 작품

### 소설
- 1926년, «사탄의 태양 아래»(Sous le soleil de satan)
- 1927년, «사기»(Imposture)
- 1929년, «환희»(La Joie)
- 1936년, «어느 시골 신부의 일기»(Journal d'un curé de campagne)

### 평론
- 1937년,《달빛 어린 공동묘지》(Les Grand cimetières sous la lune)
- 1939년, «진리의 추문»(Scandale de la vérité)
- 1944년, «로보트에 맞선 프랑스»(La France contre les robots)

### 영화 시나리오
- 1948년, «카르멜 수녀들의 대화»(Dialogue des Carmélites)

## 수상
- 1929년, 《환희》(La Joie)로 페미나 문학상 수상
- 1936년, «어느 시골 신부의 일기»(Journal d'un curé de compagne)로 아카데미 프랑세즈 소설 대상

## 참고 문헌
- 줄리언 패트릭,『501 위대한 작가들』, 김재성 옮김, 뮤진트리, 2010
- 이지순 외 7명,『프랑스 명작살롱』,신아사, 2010